# Onguent armaire et poudre de sympathie

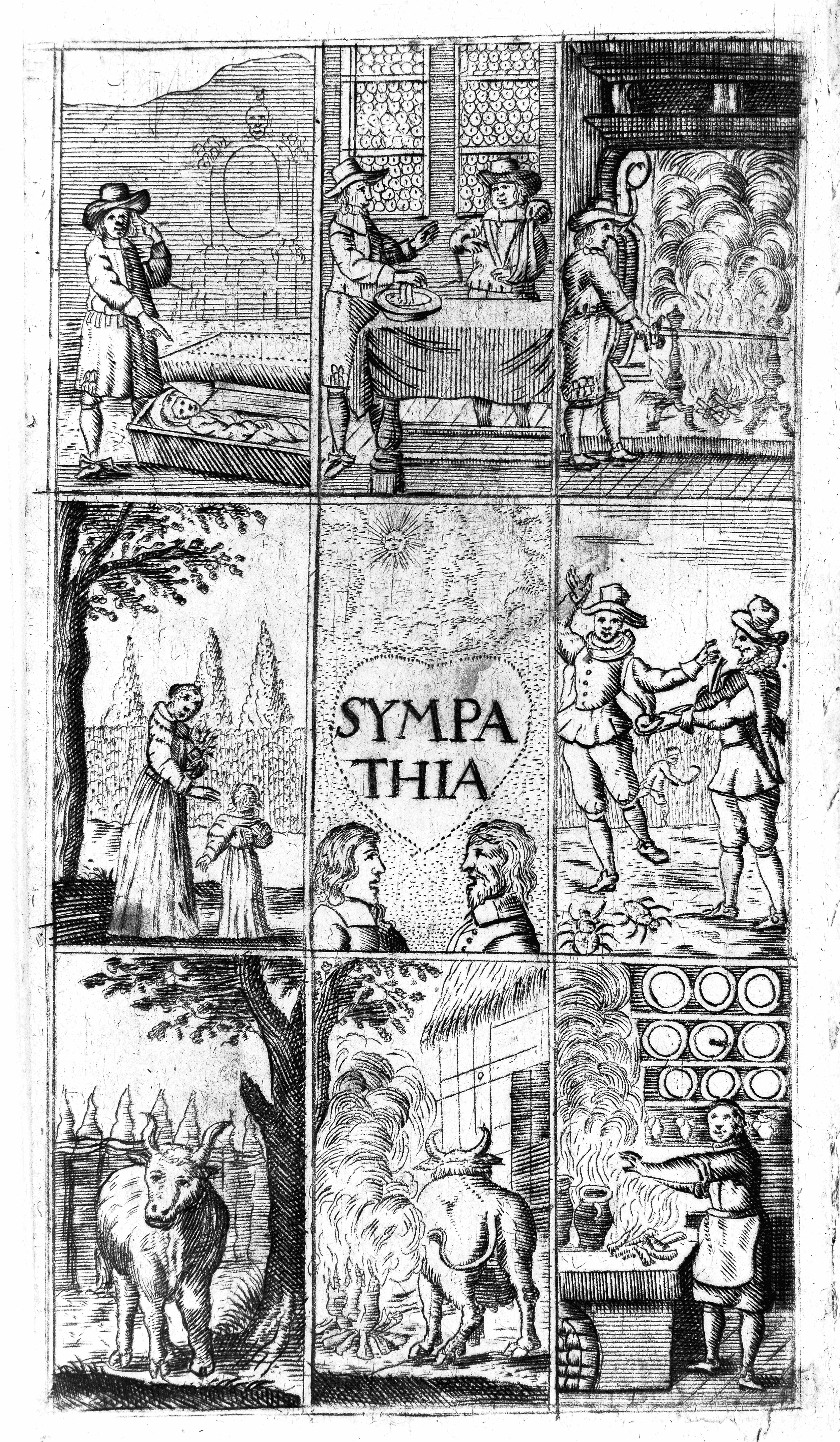
Frontispiece illustration of 'Sympathia'- (Powder of Sympathy) Wellcome

L'onguent armaire ou onguent des armes (du latin  Unguentum Armarium) est une préparation médicinale, évoquée notamment par Paracelse qui, appliquée sur l'arme ayant causé une blessure, était censée la guérir à distance. Son efficacité fut l'objet d'une longue et importante polémique au XVIIe siècle, au cours de laquelle en apparut une variante, appelée poudre de sympathie, à base de vitriol calciné, popularisée en France par l'Anglais Kenelm Digby.
Une brochure anonyme, parue à Londres en 1687 sous le titre Curious Enquiries, propose d'utiliser les propriétés à distance de la poudre de sympathie pour résoudre le problème des longitudes. Cette idée fournit un des arguments du roman L'île du jour d'avant d'Umberto Eco.

## L'onguent armaire
Paracelse (1493/94-1541) parle de l'Unguentum Armarium dans plusieurs de ses ouvrages : « Prenez de l' usnea, c'est-à-dire de la mousse qui se forme sur un crâne humain exposé à l'air, deux onces ; de la graisse humaine, tout autant, de la mummia [momie pulvérisée], du sang humain, une demi-once ; de l'huile de lin, de la térébenthine, du bol d'Arménie [sorte d'argile]. Broyez bien au mortier. Plongez dans l'onguent l'arme qui a causé la blessure et laissez l'y. Que le malade lave tous les matins sa blessure avec sa propre urine, qu'il la bande sans rien y ajouter, et il sera guéri sans autre douleur ». Selon Paracelse, l'arme pouvait à défaut être remplacée par un bâton mis en contact avec la plaie, et la guérison survenait en quelques jours, et jusqu'à une distance de 200 lieues entre le blessé et l'arme.
Avec la traduction en latin et la publication posthume des œuvres de Paracelse dans la seconde moitié du XVIe siècle (le « renouveau paracelsien »), s'éleva une polémique sur l'efficacité du procédé, à laquelle prirent part notamment Andreas Libavius, Jean-Baptiste Van Helmont, Ambroise Paré, Charles Sorel, Giambattista della Porta et Oswald Croll. L'utilisation et la composition précises de l'onguent variaient suivant les auteurs, certains y ajoutant de la graisse humaine, de la graisse d’ours ou du foie de sanglier... Carlos Ziller-Camenietzki classe les protagonistes de cette controverse qui dura jusqu'au troisième quart du XVIIe siècle en quatre groupes : « d’un côté se dressaient ceux qui soutenaient la guérison par la force de la sympathie entre la blessure et l’onguent activé par ses composants primaires excités au contact du sang ; la guérison était pour eux naturelle et opérée par les forces occultes de la nature. De l’autre côté, les médecins et philosophes qui proposaient la guérison par l’action de l’esprit du monde stimulé par les forces vitales mises en mouvement par l’application de l’onguent. Finalement, ceux qui n’acceptaient pas la guérison par les vertus naturelles expliquaient l’action du médicament par l’intervention du démon qui opérait la guérison pour mieux approcher les âmes innocentes. Il est également important de souligner la présence d’un autre groupe engagé dans la dispute qui niait toute action du médicament dans la guérison ».
À partir de 1640 apparut une préparation aux propriétés similaires, bien que la préparation en fût différente : la poudre de sympathie.

## Sources anciennes
- Kenelm Digby, Discours fait en une célèbre assemblée touchant la guérison des playes et la composition de la poudre de sympathie, Paris, Chez Augustin Courbé et Pierre Moet, 1658 (édition R. van Zyll, 1681 sur googlebooks)
- Theatrum Sympatheticum, In quo Sympathiae Actiones variae, singulares & admirandae tam Macro-quam Microcosmicae exhibentur... Opusculum luctu jucundum & utilissimum; Digbaei, Papinii, Helmontii... Editio altera, priori emendatior, Thomae Fantini, 1661
- [lire en ligne] Récréations mathématiques et physiques qui contiennent plusieurs problèmes, 1696, Jacques Ozanam, Faire de la poudre de sympathie, page 403.
- [lire en ligne] Traité de l'Opinion Gilbert-Charles Le Gendre (marquis du château de Saint-Aubin-sur-Loire ) : recette de l'inguent de sympathie, 1735, page 79.